# インジョコギ
インジョコギ（英:Injo-gogi/朝:인조고기）とは、朝鮮民主主義人民共和国（北朝鮮）で1990年代より食されている大豆粕を加工して作られた代替肉の一種。人造肉とも呼ばれる。

## 概要
本来豚の飼料とされる大豆油の搾りかすを平たく伸ばし、帯状に成型したものである。ソビエト連邦の崩壊後、北朝鮮では苦難の行軍と呼ばれる非常に厳しい食糧事情が続いた。その時期に肉の代用品として作られたのがインジョコギである。食糧事情が改善した近年では搾りかすではなく大豆を用いて作られることが多く、こちらの方が味が良いと言われている。巻かれた状態で店に並んでおり、ケーブルのように切り売りされている。乾物の一種であるため水やお湯で戻してから料理に使う。インジョコギは市場で簡単に手に入ることから肉を手に入れることの難しい庶民の貴重なタンパク源として食卓によく並ぶ定番食材である。油で炒める調理法なども存在するが一番メジャーな料理は中に米を詰めたインジョコギバップと呼ばれる料理である。平壌に駐在経験のある英国大使は北朝鮮で懐かしく感じるものとしてインジョコギと緑豆チヂミを挙げている。